# Česká Cikánka
Česká Cikánka (německy Böhmisch Cikan) je část města Svratka v okrese Žďár nad Sázavou. Nachází se na východě Svratky. Česká Cikánka je také název katastrálního území o rozloze 3,02 km².

## Historie
První písemná zmínka o obci pochází z roku 1734. Česká Cikánka byla do 30. září 1950 součástí obce Svratouch. K 1. říjnu 1950 byla usnesením pléna ONV v Hlinsku, ze dne 14. září 1950, vyčleněna z obce Svratouch a připojena ke Svratce.

## Pamětihodnosti
Východně od vesnice se nachází přírodní památka Zkamenělý zámek se stopami pravěkého hradiště a středověkého hradu ze třináctého až čtrnáctého století.